# Andrija Božanić
Andrija Božanić, hrvaški admiral, * 15. maj 1906, † 29. avgust 1989.

## Življenjepis
Leta 1929 je postal član KPJ in leta 1941 je vstopil v NOVJ.
Upokojen je bil leta 1961.

## Odlikovanja
- Red narodnega heroja
- Red bratstva in enotnosti
- Red za vojaške zasluge